# Lemaia
Lemaia (in arabo الماية‎?, al-Māya) è un centro abitato della Libia, nella regione della Tripolitania, a circa 27 chilometri (17 miglia) a ovest della capitale Tripoli. Almaya segue Maamoura, Tina, Qaraqouzah e Tuwaybiyah. Almaya forma un comune. La regione di Al Mayah è delimitata dal Mar Mediterraneo a nord, da Janzour a est, da Al-Zawiya a ovest e da Al-Zahra a sud.